# Hermann Becker (Politiker, 1820)

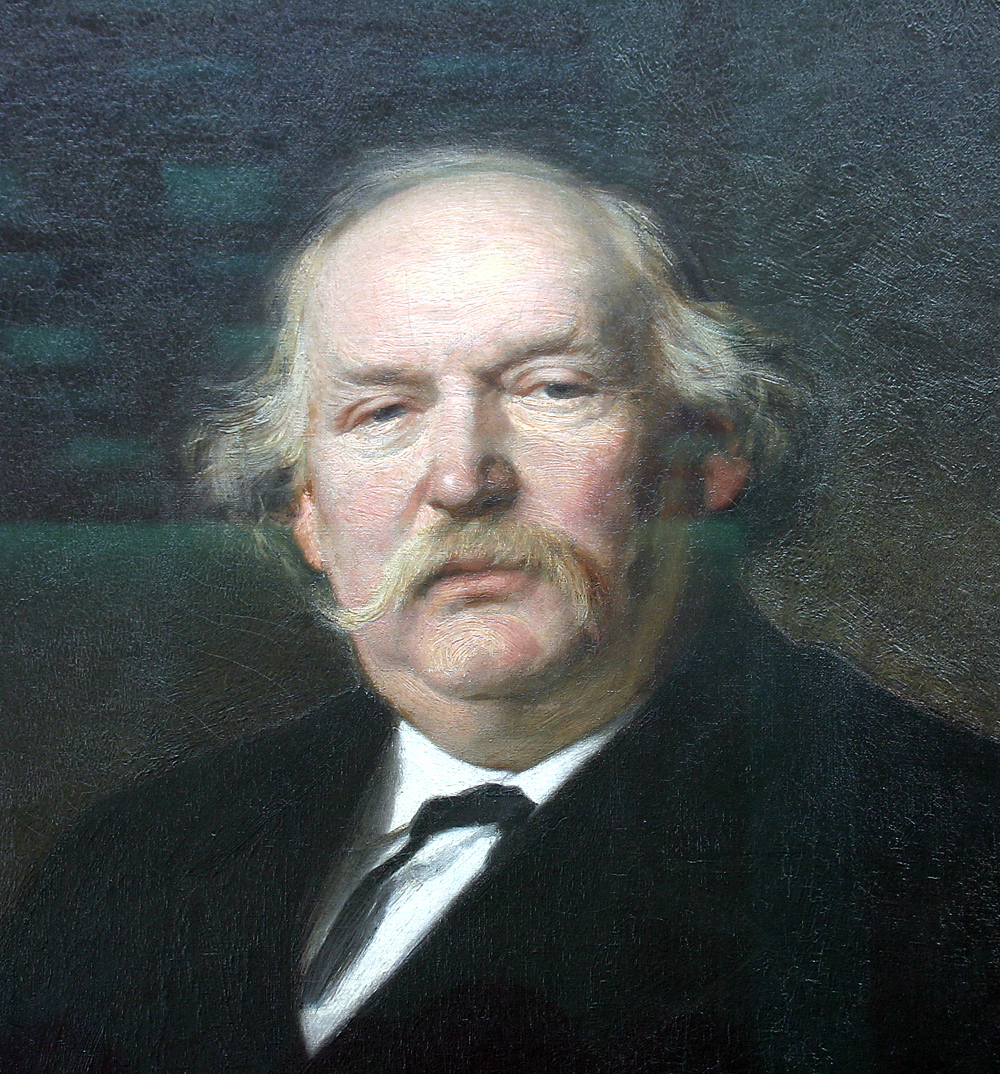
Hermann Becker 1878, Ausschnitt aus einem Gemälde von Julius Schrader im historischen Kölner Rathaus.

Hermann Heinrich Becker (* 15. September 1820 in Elberfeld (heute zu Wuppertal); † 9. Dezember 1885 in Köln; genannt der rote Becker) war ein deutscher Politiker.

## Werdegang
Seinen Spitznamen „der rote Becker“ bekam er während seiner Gymnasialzeit wegen seiner roten Haare und behielt ihn wegen seiner demokratischen und republikanischen Gesinnung sein Leben lang.
Sein Vater Hermann Becker war praktischer Arzt; seine Mutter Theodora Helene Caroline Wilhelmine Friedrike geborene Krackrügge war eine Schwester des bekannten Demokraten und preußischen Abgeordneten Goswin Krackrügge. Hermann Heinrich Becker studierte in Heidelberg, Bonn und Berlin Rechts- und Staatswissenschaften. Nach seinem Studium promovierte er am 10. Mai 1847 an der juristischen Fakultät in Göttingen, während er als Kammergerichtsreferendar beim Landgericht in Köln tätig war. Er wurde 1840 Mitglied der Burschenschaft Lumpia Heidelberg, die auf friedliche Weise mit Witz und Satire einen Kampf gegen die Corps führte, und 1843 Mitglied der Burschenschaft Fridericia Bonn.

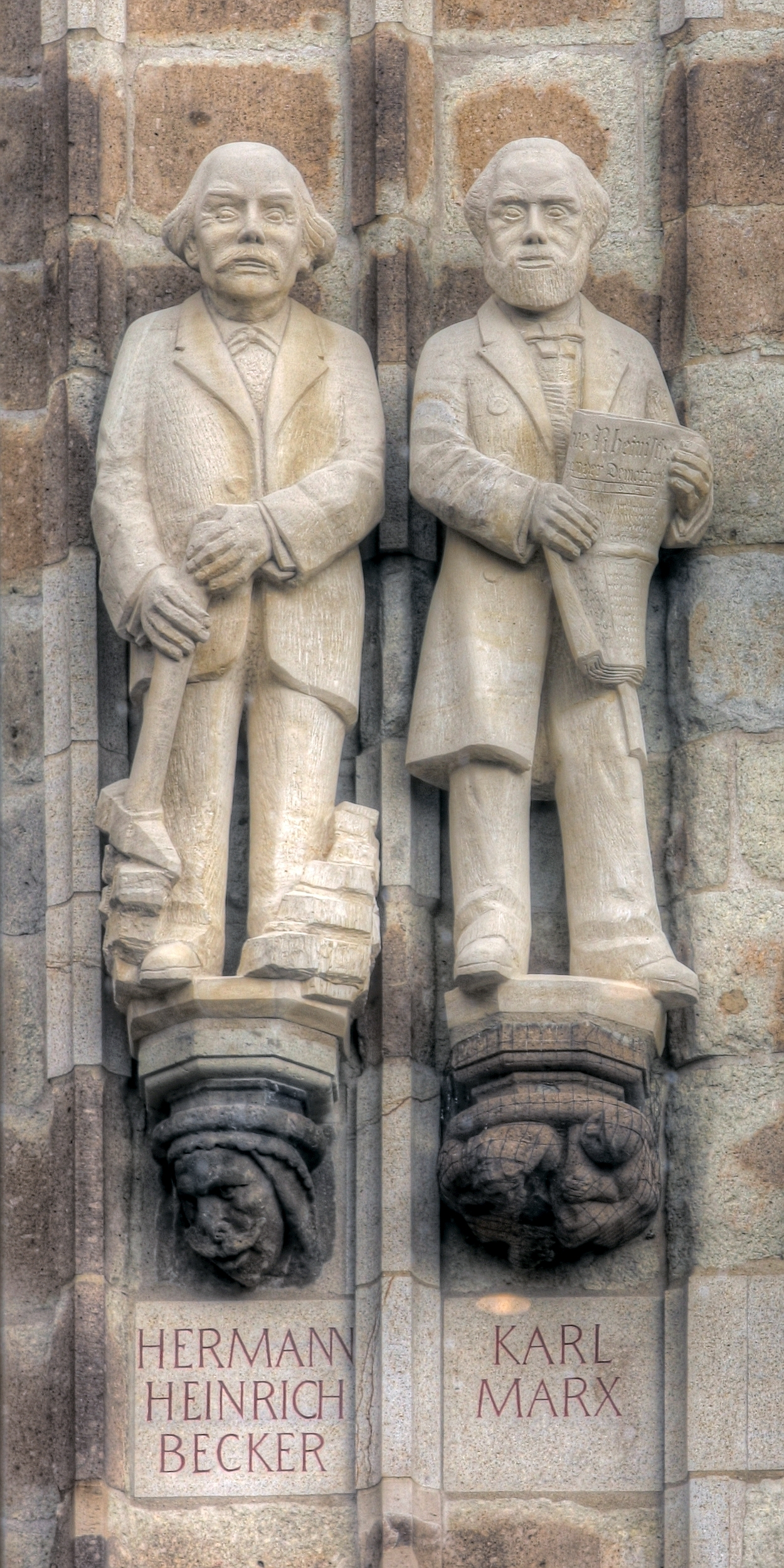
Hermann Heinrich Becker am Kölner Rathausturm (neben Karl Marx), Bildhauer: Helmut Moos

Während seiner Referendarzeit in Köln lernte er u. a. Karl Marx, Friedrich Engels, Heinrich Bürgers und Wilhelm Wolff kennen. Er nahm später als Publizist und Volksredner an den Bewegungen der Jahre 1848 und 1849 lebhaften Anteil. Becker war auch einer „der Wahlmänner der Stadt Köln für die Wahl der Abgeordneten zur zweiten Kammer“ für den „31. Bezirk“. 1849/50 war er Chefredakteur der „Westdeutschen Zeitung“, die republikanisch, demokratisch und anti-preußisch orientiert war, von deren Vorstellungen als Nachfolgeorgan der Neuen Rheinischen Zeitung sich Marx, Ernst Dronke, Engels, Ferdinand Freiligrath, Georg Weerth, Ferdinand Wolff und Wilhelm Wolff klar abgrenzten. Seit Dezember 1850 stand er mit Karl Marx in Verhandlungen über die Herausgabe der „Gesammelten Aufsätze“ von Marx, deren erstes Heft Ende April 1851 in Köln erschien; weitere Hefte konnten wegen der Verhaftung Beckers nicht erscheinen. Am 19. Mai 1851 wurde er als „Kommunist“ verhaftet und war im November 1852 einer der Hauptangeklagten im Kölner Kommunistenprozess, durfte Köln nicht mehr betreten, verlor die bürgerlichen Ehrenrechte und wurde deshalb aus der Liste der Referendare gestrichen. Auf Grund eines offensichtlich von der Polizei gefälschten Protokollbuches wurde Becker zu fünf Jahren Festungshaft (November 1852 bis November 1857) verurteilt, die er in Stettin und Danzig-Festung Weichselmünde (heute polnisch: Wisłoujście) verbüßte. Seine Selbstverteidigungsrede während des Prozesses wurde in vollem Wortlaut von der Kölnischen Zeitung abgedruckt.
Nach Verbüßung seiner Festungshaft ließ er sich in Dortmund nieder, arbeitete eine Zeit lang in einem kaufmännischen Geschäft, beteiligte sich dann als Mitarbeiter an verschiedenen politischen und volkswirtschaftlichen Zeitschriften und widmete zugleich seine Kräfte dem städtischen Gemeinwesen. Er war von 1864 bis 1871 Stadtverordneter der Stadt Dortmund, war Gründer und Vorsitzender der Dortmunder Volksbank, des Gewerbevereins und wurde 1870 Oberbürgermeister Dortmunds. Obwohl Becker nicht mehr in Köln wohnte, bestimmte er weiterhin die politische Linie der Deutschen Fortschrittspartei in Köln.
Er vertrat den Wahlkreis Dortmund 1862 bis 1872 im preußischen Abgeordnetenhaus, 1867 bis 1870 im norddeutschen und 1871 bis 1874 deutschen Reichstag. In allen Parlamenten, in  die er gewählt wurde, gehörte er jeweils der Fraktion der Fortschrittspartei an. 1867 wurde Becker in den erweiterten Vorstand der Fortschrittspartei gewählt 1872 wurde er als Vertreter der Stadt Dortmund in das Herrenhaus berufen, dem er bis 1885 angehörte.  Als Abgeordneter stimmte Becker 1867 gegen die Verfassung des Norddeutschen Bundes, sprach sich jedoch nach 1870/71 für die Vollendung der nationalen Einheit in Form des neu gegründeten Kaiserreiches aus.
1875 verließ er Dortmund und wurde zum Oberbürgermeister in Köln gewählt und für diese Stadt Mitglied des Herrenhauses sowie des Staatsrats, was er bis zu seinem Tod 1885 blieb. 1876 erregte sein Antrag im Herrenhaus Aufsehen, als er die Einführung der Fahrtkostenerstattung für Mitglieder des Herrenhauses für Fahrten zwischen Heimatort und Berlin forderte. Nach heftiger Diskussion wurde sein Antrag in der Plenarsitzung am 24. Juni 1876 von den Konservativen niedergestimmt. Als Oberbürgermeister von Köln brachte er die Gas- und Wasserversorgung unter städtische Hoheit, reformierte das Schulwesen der Stadt und weitete das Stadtgebiet Kölns durch Eingemeindungen aus.

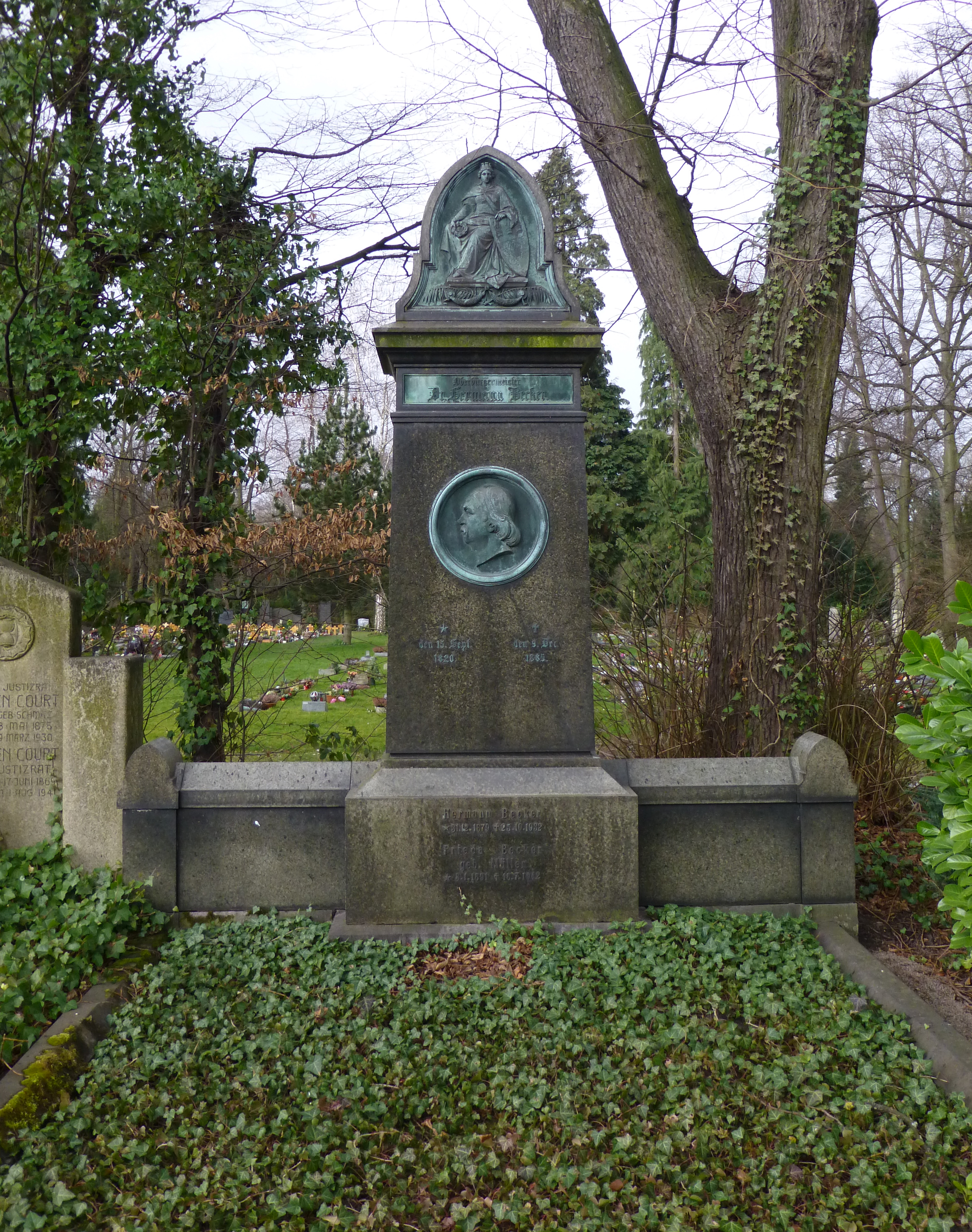
Grabmal für Hermann Becker von Hermann Otto Pflaume

Erst in späten Jahren als Oberbürgermeister von Köln heiratete er am 8. Oktober 1877 Henriette Metzmacher (* 3. Oktober 1847 ??? in Dortmund; † 28. Januar 1928), Schwester seines alten Freundes Carl Metzmacher (* 26. Januar 1846 in Dortmund),  der Dampfmühlenbesitzer und Landtagsabgeordneter war. Jedoch war diese Ehe nur von kurzer Dauer, da Becker am 9. Dezember 1885 im Alter von 65 Jahren an den Folgen einer Lungentuberkulose, an der er ein Jahr vorher erkrankt war, starb. Er wurde auf dem Kölner Melaten-Friedhof beigesetzt. Auf seinem Grab befindet sich ein Bronzebildnis von Anton Werres (1887), das ihn im Profil zeigt. Darüber ist die Colonia als Sinnbild für Köln abgebildet.

## Werke
- Westdeutsche Zeitung. Demokratisch politisches Tageblatt. Becker, Köln 1849–1850 (25. Mai 1849 bis 21. Juli 1850).
- Gesammelte Aufsätze von Karl Marx. Hrsg. von Hermann Becker. 1. Heft. Becker, Köln 1850 (Reprint C. Slienger, London 1976).
- Monarchie oder Republik in Deutschland. Teil 1. Vertheidigungsrede von Dr. H. Becker, gehalten vor dem Geschworenengerichte zu Köln am 25. October 1850 nebst Anklageakt. 4., durchges. Auflage. Druck u. Verlag von J. Creteur & Sohn, Köln 1850.
- Vertheidigungsrede nebst Anklage-Akt von H. Becker. Berlin 1850.
- Vertheidigungsrede des (…) Hermann Becker, (…) gehalten vor dem Geschwornen-Gerichte zu Köln am 25. October 1850. Expedition der Lübecker Zeitung, Lübeck 1850.
- Monarchie oder Republik in Deutschland. Teil 2. Erster geheimer Preßprozeß wegen der Vertheidigungsrede vom 25. October 1850, verhandelt vor den Geschworenen zu Köln am 10. April 1851. Veröffentlicht vom Beschuldigten Dr. Herm. Becker. 2. Auflage. Becker, Köln 1851.
- Monarchie oder Republik in Deutschland. Teil 1. Vertheidigungsrede von Dr. H. Becker, gehalten vor dem Geschworenengerichte zu Köln am 25. October 1850. 7. Auflage. Köln 1851.
- Monarchie oder Republik in Deutschland. Anklageakt und Vertheidigungsrede von Dr. Herrn Becker vor dem Geschworenengerichte zu Köln am 25. October 1850. 8. Auflage. Eisen, Köln 1851 (online).
- Meine Candidatur zum Abgeordnetenhause. (Wahlkampf am 6. Dezember 1861) durch einen Anhang ‚Erklärung‘, einen Abschnitt seines Lebens enthaltend. 3., verm. Auflage. Krüger, Dortmund 1862.
- Das Dortmunder Wandschneider-Buch. Hrsg. von Hermann Becker. Crüwell, Dortmund 1871.
- Rede des Landtags- und Reichstagsabgeordneten Hermann Becker, gehalten am 26. Februar 1871 in einer Volksversammlung zu Dortmund. Stenographiert von Fr. Kohn. Dortmund 1871 (Aus: Stenographische Blätter aus Westfalen, Dortmund. Jg. 2. 1871. Nr. 5).
- Rede des Landrats Rynch, gehalten bei der Einführung des Hermann Becker in sein Amt als Bürgermeister von Dortmund am 1. Juli 1871 und  Erwiderungsrede des Bürgermeisters Hermann Becker. Begrüssungsrede des Hermann Becker, gerichtet an die Krieger Dortmunds (…) am 2. September 1871. Stenographiert von Karl Pork und Fr. Kohn. Dortmund 1871 (Aus: Stenographische Blätter aus Westfalen. Dortmund. Jg. 2. 1871. Nr. 5).